# Gian Battista Covo
Gian Battista Covo (1486 circa – Mantova, 1546) è stato un architetto italiano.

## Biografia
Noto anche come Battista da Covo, dal 1513 al 1524 ricoprì l'incarico avuto dal marchese di Mantova Francesco II Gonzaga di "Prefetto delle fabbriche gonzaghesche". Realizzò nel 1520 al piano terra di "Corte Vecchia" del Palazzo Ducale il secondo Studiolo di Isabella d'Este, luogo riservato della marchesa. Nel 1524 divenne collaboratore di Giulio Romano, che lo sostituì nel ruolo di Prefetto. Morì a Mantova nel 1546.